# Guyanaorpheusmierkruiper
De Guyanaorpheusmierkruiper (Hypocnemis cantator) is een zangvogel uit de familie Thamnophilidae (miervogels).

## Verspreiding en leefgebied
Deze soort komt voor in oostelijk Venezuela, de Guyana's en noordoostelijk amazonisch Brazilië.

## Status
De grootte van de populatie is niet gekwantificeerd maar de soort wordt omschreven als vrij algemeen tot algemeen, met name in Guyana en Frans Guyana. Op de Rode lijst van de IUCN heeft deze soort de status niet bedreigd.